# Nikolaj Kardašëv
Nikolaj Semënovič Kardašëv, in russo Николай Семёнович Кардашёв? (Mosca, 25 aprile 1932 – Mosca, 3 agosto 2019), è stato un astronomo russo.
Ottenne un dottorato in fisica nel 1955 all'Università statale di Mosca, poi seguì un corso di specializzazione in astrofisica all'Istituto Sternberg della stessa università. Studiò sotto la guida di Iosif Šklovskij, laureandosi nel 1962.
Nel 1963, mentre stava facendo osservazioni del quasar CTA-102, nell'ambito di una ricerca sovietica di civiltà extraterrestri (analoga al SETI), suppose che alcune civiltà galattiche più antiche della nostra potessero aver raggiunto un livello tecnologico molto superiore al nostro, e ideò la Scala di Kardašëv per la loro classificazione, che pubblicò nel 1964.
Nel 1976 Kardašev divenne membro corrispondente (associato) dell'Accademia russa delle scienze, divenendone membro a pieno titolo nel 1994. In seguito venne nominato direttore del "Russian Space Research Institute" della stessa accademia.
Nel 2014 è stato insignito del Premio Demidoff.

## Pubblicazioni
- Kardashev, Nikolai (1985) On the Inevitability and Possible Structures of Supercivilizations